# Anne Boixel
Anne Boixel (née le 15 avril 1965 à Rennes) est une kayakiste française pratiquant le slalom.
Elle est la mère de Titouan Castryck (° 2004) également kayakiste.

## Palmarès

### Jeux olympiques
- 1996 à Atlanta
  - 6e en K1 slalom
- 1992 à Barcelone
  - 11e en K1 slalom

### Championnats du monde de slalom
- 1997 à Três Coroas
  -  Médaille d'argent en K1 par équipe
- 1995 à Nottingham
  -  Médaille d'or en K1 par équipe avec Isabelle Despres et Myriam Jérusalmi
  -  Médaille d'argent en K1
- 1993 à Mezzana
  -  Médaille d'or en K1 par équipe
  -  Médaille d'argent en K1
- 1989 à Savage River
  -  Médaille d'or en K1 par équipe